# Wimbledon 1973
De 87e editie van het Britse grandslamtoernooi, Wimbledon 1973, werd gehouden van maandag 25 juni tot en met zaterdag 7 juli 1973. Voor de vrouwen was het de 80e editie van het graskampioenschap. Het toernooi werd gespeeld bij de All England Lawn Tennis and Croquet Club in de wijk Wimbledon van de Britse hoofdstad Londen.
De Amerikaanse Billie Jean King won het vrouwenenkelspel, het vrouwendubbelspel en het gemengd dubbelspel. Zij was de enige vrouw of man die dit presteerde in het open tijdperk (tot en met 2022).
Het mannentoernooi kreeg te maken met 80 afmeldingen vanwege de schorsing van de Joegoslaaf Nikki Pilić.
Op de enige zondag tijdens het toernooi (Middle Sunday) werd traditioneel niet gespeeld.
Het toernooi van 1973 trok 300.172 toeschouwers.

## Belangrijkste uitslagen
Mannenenkelspel

Finale: Jan Kodeš (Tsjecho-Slowakije) won van Alex Metreveli (Sovjet-Unie) met 6-1, 9-85, 6-3
Vrouwenenkelspel

Finale: Billie Jean King (Verenigde Staten) won van Chris Evert (Verenigde Staten) met 6-0, 7-5
Mannendubbelspel

Finale: Jimmy Connors (Verenigde Staten) en Ilie Năstase (Roemenië) wonnen van John Cooper (Australië) en Neale Fraser (Australië) met 3-6, 6-3, 6-4, 83-9, 6-1
Vrouwendubbelspel

Finale: Rosie Casals (Verenigde Staten) en Billie Jean King (Verenigde Staten) wonnen van Françoise Dürr (Frankrijk) en Betty Stöve (Nederland) met 6-1, 4-6, 7-5
Gemengd dubbelspel

Finale: Billie Jean King (Verenigde Staten) en Owen Davidson (Australië) wonnen van Janet Newberry (Verenigde Staten) en Raúl Ramírez (Mexico) met 6-3, 6-2
Meisjesenkelspel

Finale: Ann Kiyomura (Verenigde Staten) won van Martina Navrátilová (Tsjecho-Slowakije) met 6-4, 7-5
Jongensenkelspel

Finale: Billy Martin (Verenigde Staten) won van Colin Dowdeswell (Rhodesië) met 6-2, 6-4
Dubbelspel bij de junioren werd voor het eerst in 1982 gespeeld.

## Toeschouwersaantallen en bezoekerscapaciteit
|           |         | Eerste week |         | Tweede week |
| --------- | ------- | ----------- | ------- | ----------- |
| Maandag   |         | 22.603      |         | 27.925      |
| Dinsdag   | 25.754  | 27.075      |         |             |
| Woensdag  | 116.609 | 45.359      |         |             |
| Donderdag | 116.609 | 45.359      |         |             |
| Vrijdag   | 116.609 | 16.936      |         |             |
| Zaterdag  | 116.609 | 17.911      |         |             |
| Zondag    | –       | 3.000       |         |             |
| Totaal    |         | 300.172     | 300.172 | 300.172     |

|  | = slecht weer (meer dan twee uur niet gespeeld) |
|  | = gehele dag niet gespeeld, vanwege de regen    |

| Baan               | Zitplaatsen        |                    | Baan               | Zitplaatsen |
| ------------------ | ------------------ | ------------------ | ------------------ | ----------- |
| Centre Court       | 10.651             |                    | Court No. 8        | –           |
| Court No. 1        | 5.100              | Court No. 9        | –                  |             |
| Court No. 2        | 1.650              | Court No. 10       | –                  |             |
| Court No. 3        | 800                | Court No. 11       | –                  |             |
| Court No. 4        | –                  | Court No. 12       | –                  |             |
| Court No. 5        | –                  | Court No. 13       | –                  |             |
| Court No. 6        | 250                | Court No. 14       | –                  |             |
| Court No. 7        | 250                |                    |                    |             |
| Totaal zitplaatsen | Totaal zitplaatsen | Totaal zitplaatsen | Totaal zitplaatsen | 18.701      |